# Чремошне
Чремошне (словац. Čremošné) — село, громада округу Турчянське Тепліце, Жилінський край. Кадастрова площа громади — 5.07 км².
Населення 82 особи (станом на 31 грудня 2018 року).

## Географія
Протікає Сомолицький потік.

## Історія
Чремошне згадується 1340 року.

## Населення
| Рік:            | 1994. | 2004.   | 2014.   | 2024.   |
| --------------- | ----- | ------- | ------- | ------- |
| Кількість осіб: | 95    | 87      | 85      | 83      |
| Різниця:        |       | -8,42 % | -2,29 % | -2,35 % |

| Рік:            | 2023. | 2024.   |
| --------------- | ----- | ------- |
| Кількість осіб: | 80    | 83      |
| Різниця:        |       | +3,75 % |